# Cosmoball
Cosmoball (conocida en Latinoamérica como Cosmoball: Guardianes del Universo) es una película rusa de 2020 dirigida por Dzhanik Fayziev, basada en la serie animada francesa Galactik Football. Está ambientada en una ciudad postapocalíptica habitada por los supervivientes de una guerra intergaláctica que ha desplazado los polos del planeta. Sobre la ciudad se eleva una enorme nave alienígena en forma de estadio de fútbol, y el destino del planeta depende del resultado del partido entre terrícolas y alienígenas.

## Sinopsis
Tras una guerra galáctica que tuvo lugar cerca de la Tierra, la Luna fue destruida y los polos del planeta desaparecieron. Ahora coexisten diferentes razas y subculturas en Moscú. Una enorme nave espacial planea sobre la Tierra. Se trata de un estadio en el que se celebran competiciones que se parecen mucho al fútbol moderno, pero a velocidades increíblemente altas. El nombre del juego es Cosmoball.

## Reparto
- Yevgeny Romantsov es Anton
- Viktoriya Agalakova es Natalya
- Maria Lisovaya es Valaya
- Ivan Ivanovich es Pelé
- Zarina Yeva es Amazonka
- Yelizaveta Taychenacheva es Fan
- Yevgeny Mironov es Belo

Fuente: